# بيتر الأول ملك صربيا
بيتر الأول (بطرس الأول) (بالفرنسية: Pierre Ier de Serbie)‏ (29 يونيو 1844 - 16 أغسطس 1921) ملك صربيا من عام 1903 إلى عام 1918، ثم ملك يوغسلافيا كان قائد الجيش الصربي المنتصر في الحرب العالمية الأولى.

## النشأة
ولد بيتر في بلغراد للأمير ألكسندر وقد أخذه إلى المنفى في رومانيا حالياً. قضى الشباب الكثير من منفاه في فرنسا، حيث تلقى تعليمه وحتى شارك في الحرب البروسية لعام 1871 كضابط في «الجيش الفرنسي». خلال الانتفاضة الصربية ضد الإمبراطورية العثمانية في عام 1876 في البوسنة والهرسك، بيتر اتخذ اسم «ميركونييتش»، وانضم إلى المقاتلين. اضطر إلى مغادرة المنطقة، بناء على إلحاح من ذلك الأمير اوبرينوفيتش ميلانو، حاكم صربيا حينها، الذي اعتبر بيتر كمنافس وخشي من شعبيته بين الشعب الصربي. تزوج من الأميرة زوركا من الجبل الأسود، ابنه الملك نيكولاس أنا، عام 1883. لديها خمسة الأطفال: هيلين في عام 1884، ميلينا في 1886، جورج في عام 1887، ألكسندر في عام 1888، وأندرو في عام 1890. ميلينا توفي في سن الواحدة في عام 1887، وأندرو، الطفل الماضي، توفي في الولادة جنبا إلى جنب مع والدته.
بيتر عاد إلى صربيا في عام 1903، عند إزالة عسكرية الانقلاب ألكسندر الملك عن العرش. توج «الملك صربيا» في 21 أيلول/سبتمبر 1904 في كاتدرائية سانت مايكل بيتر ودهن في 9 تشرين الأول/أكتوبر 1904،

## روابط خارجية
- بيتر الأول ملك صربيا على موقع الموسوعة البريطانية (الإنجليزية)